# بابا طاهر

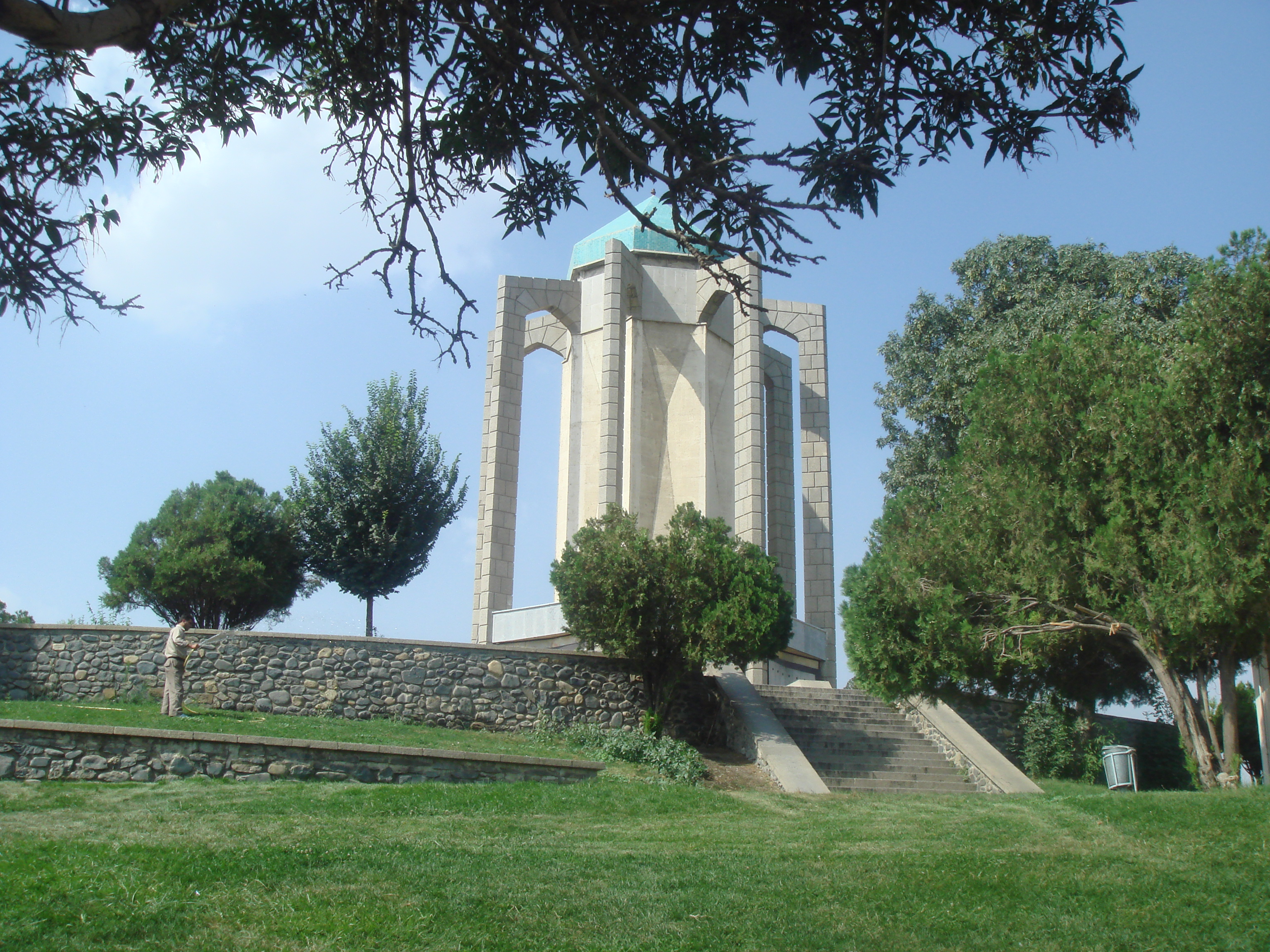
مرقد بابا طاهر شمال همدان.

بابا طاهر صوفي، وشاعر الفارسی عاش في القرن الخامس الهجري/الحادي عشر الميلادي.
بابا طاهر همداني، أو (بابا طاهر عُريان) ، هو فيلسوف وشاعر صوفي وغزلي ينتمي بابا طاهر همداني لقبيلة لَك، وهي إحدی قبائل الجنوبيين من فرع اللُري، وقد كتب قصائده أيضاً باللغة اللُريه.
يلقب أحياناً بالهمداني .

## روابط خارجية
- بابا طاهر على موقع الموسوعة البريطانية (الإنجليزية)
- بابا طاهر على موقع ميوزك برينز (الإنجليزية)